# گابریل راجا
گابریل راجا (انگلیسی: Gabriele Raja؛ زادهٔ ۲۶ ژانویهٔ ۲۰۰۰) بازیکن فوتبال است.
از باشگاه‌هایی که در آن بازی کرده‌است می‌توان به باشگاه فوتبال جنوآ اشاره کرد.